# Risbecoma albizziae
Risbecoma albizziae är en stekelart som beskrevs av T.C. Narendran 1994. Risbecoma albizziae ingår i släktet Risbecoma och familjen kragglanssteklar. Inga underarter finns listade i Catalogue of Life.